# Water Leaper
 (mars 2020).
Le Water Leaper, également connu sous le nom de Llamhigyn Y Dwr, est une créature maléfique du folklore gallois qui vivait dans les marais et les étangs.

## Description
Il est décrit comme une grenouille géante avec des ailes de chauve-souris à la place des pattes avant, sans pattes arrière et avec une longue queue de lézard avec un dard à la fin. Il saute sur l'eau à l'aide de ses ailes, d'où son nom.
Il provoque la rupture des lignes de pêche, mange du bétail et parfois des pêcheurs.